# Bochum
Bochum város Észak-Rajna-Vesztfáliában, Németországban, a Ruhr-vidéken, Essen és Dortmund között fekszik. A város kulturális és oktatási létesítményei jelentősek, egyetemén (Ruhr Universität) bánya- és gépészmérnök képzés folyik.

## Története

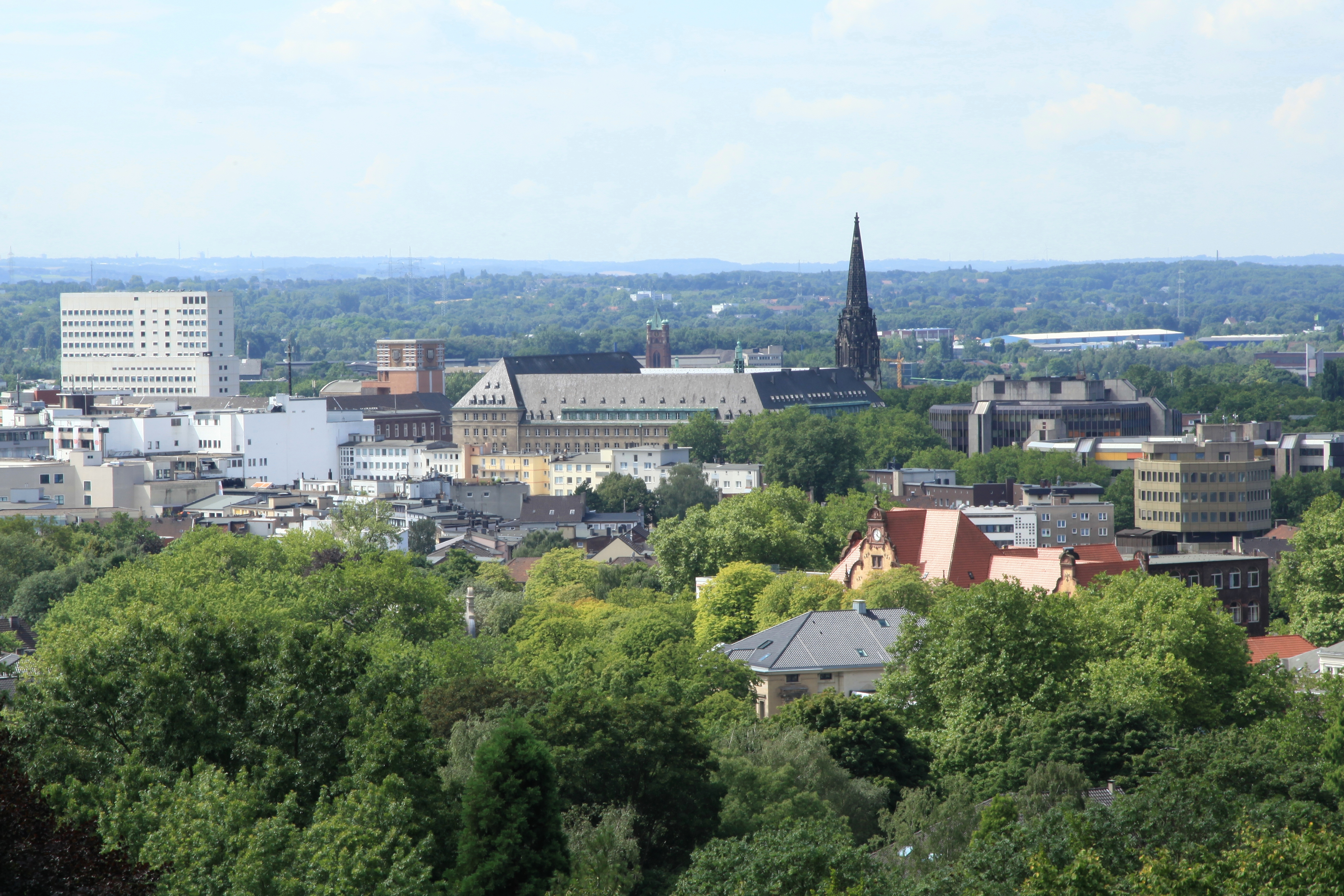

Bár Bochumot a 14. században alapították, jelentéktelen volt a 19. századig, ekkor jelent meg a szénbányászat és az acélipar a Ruhr-vidéken, ami a környék fejlődését idézte elő. A város népessége tízszeresére nőtt 1850 és 1890 között.
A második világháború során hevesen bombázták amerikai és angol bombázók. Majdnem a teljes belváros elpusztult, és lakosok ezrei haltak meg.
1960 és 2001 között az összes bányát bezárták. Más gyárak, mint például az autógyártás megjelenése kompenzálta a megszűnt munkahelyeket. 1965-ben megnyitották a Ruhr Egyetemet, az első egyetemet a Ruhr-vidéken. Az 1975-ben végrehajtott átfogó közösségi reformok során Wattenscheidet, a korábban független várost Bochumhoz csatolták.
A város labdarúgócsapata, a VfL Bochum a Bundesliga második osztályába került 2005-ben.
A középkorból két kastély maradt meg, a Ruhr északi partján. Sokkal híresebb a német Bányászati Múzeum, a Starlight Express című musical (a nyitóelőadás 1988-ban volt) és a nosztalgikus Vonatmúzeum Dahlhausenben.
A bochumi Schauspielhaus a legjelentősebb német nyelvű prózai színházak közé tartozik.
Itt gyártottak 52 éven keresztül Opel személygépkocsikat is.

## Nevezetességek
- Bányászati Múzeum (Bergbaummuseum) - a bányászatnak a római kortól kezdődő művészi ábrázolásait mutatja be, valamint további 2,5 km-es szakaszon 15 méter mélységben utazva ismerkedhetnek a látogatók a bányászatban használt gépekkel és eszközökkel.
- Ruhr vidéki bányák geológiai múzeuma (Geologisches Museum des Ruhrberghaus) - A bányaművelés történetéről és a Ruhr-vidéki bányászat geológiai feltételeiről ad képet.
- Planetárium - Különlegessége, hogy kupoláján egy különleges Zeiss-műszer segítségével borult idő esetén is láthatók a csillagképek.
- Városi park - benne a Bismarrck-kilátótorony és az Állatkert.
- Starlight Express színház - Andrew Lloyd Webbertől az örökkévalóságnak, kihagyhatatlan élmény! 15 millióan nézték meg eddig, állandó színház. https://www.starlight-express.de/

## Közlekedés
Bochum az A40-es és az A43-as autópálya utakkal áll kapcsolatban az Autobahn-nal, a német autópályahálózattal.

## Testvérvárosai
- Anglia – Sheffield (1950)
- Spanyolország – Oviedo (1980)
- Ukrajna – Doneck (1987)
- Németország – Nordhausen, Türingia (1990)
- Kína – Hszücsou (1994)

## Bochumhoz kapcsolódó személyek
- Andrei Osterman, orosz államférfi
- Wolfgang Clement, korábbi munkaügyi és gazdasági miniszter
- Norbert Lammert, a német parlament, a Bundestag jelenlegi elnöke
- Herbert Grönemeyer, énekes, egy népszerű számot írt Bochumról 1984-ben.
- Frank Goosen, író, írt egy, az 1980-as és 90-es években Bochumban játszódó történetet
- Otto Schily, korábbi belügyminiszter
- Mark Warnecke, úszó világbajnok
- Hans Fritzsche, Az NSDAP tagjaként a Birodalmi Népművelési és Propagandaminisztérium sajtóosztályának a hírszolgálati vezetője